# Gilberto Govi
Amerigo Armando Gilberto Govi (né à Gênes le 22 octobre 1885  et mort dans la même ville le 28 avril 1966) est un  acteur et scénariste italien. Il est le fondateur du Théâtre Dialectal Gênois,.

## Filmographie partielle

### Cinéma
- 1942 : Colpi di timone de Gennaro Righelli
- 1948 : Che tempi! de Giorgio Bianchi : Felice Pastorino
- 1951 : Il diavolo in convento de Nunzio Malasomma
- 1961 : Lui, lei e il nonno de  Anton Giulio Majano

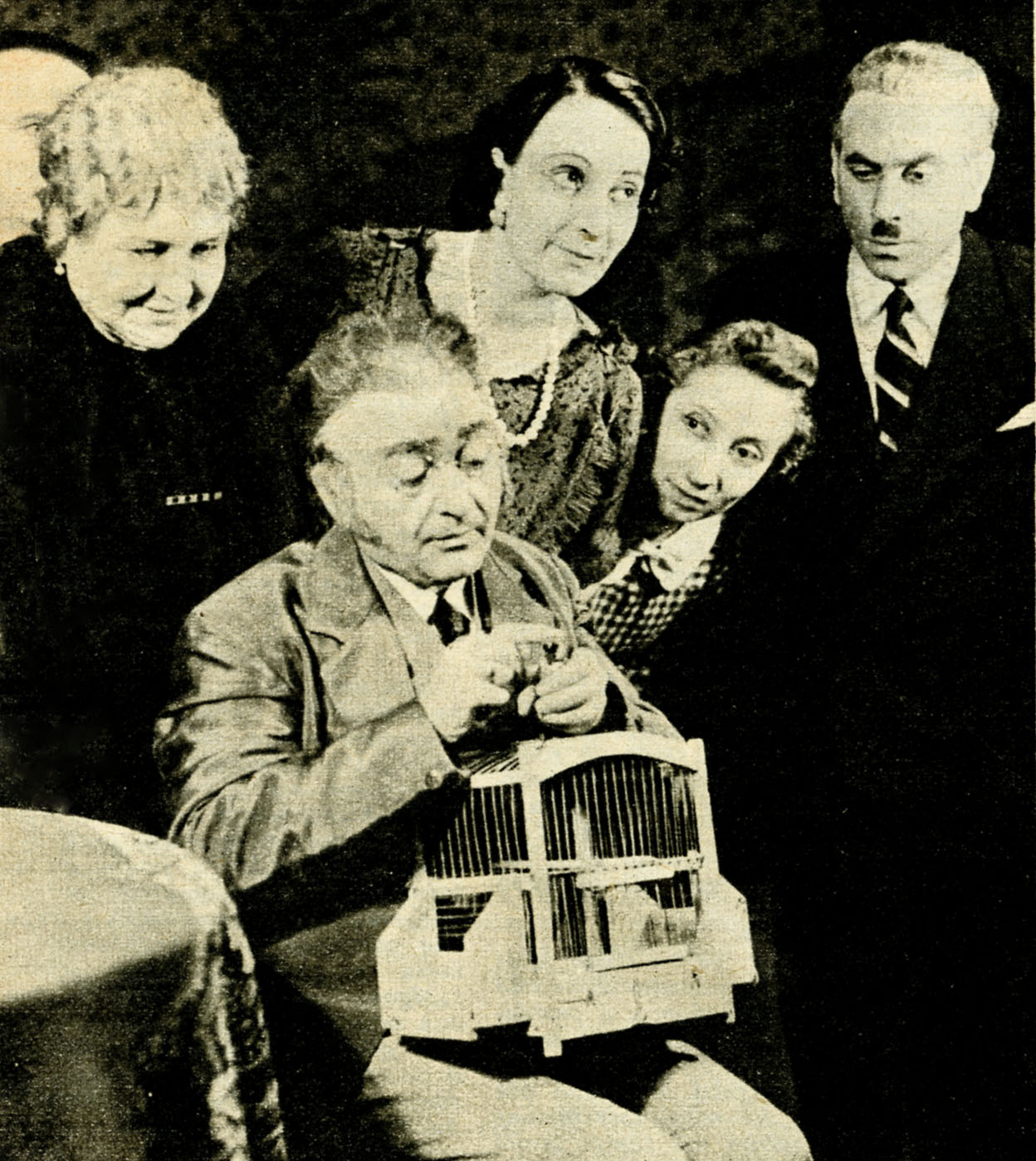
Gilberto Govi sur scène en 1938.